# Welf de Caríntia
Welf (mort 13 de novembre de 1055), que segons la genealogia de la línia de Suàbia de la casa vella dels Welfs seria Welf III, fou duc de Caríntia i marcgravi de Verona el 1047. Era l'únic fill de Welf II, comte d'Altdorf, i d'Imiza. Caríntia va ser l'últim ducat alemany que va tenir personalment l'emperador Enric III (Enric IV de Caríntia), abans que el donés a Welf.
Welf (III) mai es va casar i no tenia fills quan va morir al seu castell al Llac de Constança, el 1055. Va llegar els seus béns a l'Abadia d'Altdorf, on la seva mare era abadessa. Ella al seu torn li va donar la propietat a Welf IV, el fill de la germana de Welf III, Khuniza i d'Albert Azzo II, marcgravi de Milà. Welf va ser l'últim dels Welfs de la línia vella, les seves terres van passar a la branca major de la casa d'Est, coneguda com a casa jove dels Welfs. El ducat de Caríntia va passar a l'ezzònida Conrad III.